# Angelo Benedicto Sormani
Angelo Benedicto Sormani (Jaú, 3 juli 1939) is een Braziliaans oud-voetballer en -coach, die in 1962 international werd voor Italië.
Sormani debuteerde in Brazilië bij Santos FC, waar in die tijd ook Pelé speelde. In zijn carrière speelde hij verder bij AC Mantova, AS Roma, AC Milan, SSC Napoli en Vicenza.
Tijdens zijn periode bij Milan won Sormani met de club een Europa Cup I (1968), de Wereldbeker (1969), een Europa Cup II (1968), de Italiaanse landstitel (1968) en de Coppa Italia (1967).